# 高勢実乗
高勢 實乘（たかせ みのる、新字体表記：高勢 実乗、明治30年（1897年）12月13日 - 昭和22年（1947年）11月19日）は、日本の俳優。サイレント映画時代からトーキー初期にかけ活動した。「アーノネおっさん」、「わしゃかなわんよ」等のギャグを繰り出すコミックリリーフとしての活躍で知られ、とりわけ山中貞雄監督作品の常連であった。愛称は「アーノネのオッサン」。本名は能登谷 新ー（のとや しんいち）。

## 生涯
1897年（明治30年）12月13日、北海道庁函館区（現在の北海道函館市）に生まれる。1905年（明治38年）、7歳のときに上京し、舞台にあがる。
長じてからは中部名古屋で、「高勢 實」の名で一座の座長をつとめ、まじめな芝居で売っていた。東京の新派の大御所に、全国に名を知られ、名優と呼ばれた高田実がおり、高勢は「名古屋の高田実」と評判されたほどで、「高勢實」の芸名もこれに因んでいる。
1915年（大正4年）、日活の前身の一社M・パテー商会の経営者だった梅屋庄吉の新会社M・カシー商会が製作した映画『竜神の娘』が、高勢が映画に出演しているもっとも古い記録である。1919年（大正8年）4月30日に公開された天然色活動写真（天活）製作の田村宇一郎監督の葛木香一主演作『孝女白菊』にも出演している。
同年、日活向島撮影所に二枚目で入社、役者時代の衣笠貞之助らと共演後、まもなく退社、翌1920年（大正9年）にはすでに国際活映角筈撮影所に移籍している。細山喜代松や畑中蓼坡作品に出演するが、やはり長続きせず、24歳を目前にした1921年（大正10年）秋には、帝国興行の協力を得て「高勢映画研究所」を設立、映画製作に乗り出す。しかしこれも3か月で終了する。
1923年（大正12年）9月1日の関東大震災を経て、京都に移り、1925年（大正14年）初頭に東亜キネマに入社する。仁科熊彦作品に重用されるも、1926年（大正15年）には衣笠の『狂つた一頁』の現場に身を投じ、相馬 一平（そうま いっぺい）と名乗り、以降衣笠映画連盟の設立に参加、『十字路』など連続的出演を重ねた。
その後、松竹下加茂撮影所に入り、時代劇に出演したが、林長二郎（長谷川一夫）と息が合わず、松竹を退社。その次に「高勢 實乘」の名で嵐寛寿郎プロダクションに入社した。
1928年（昭和3年）、30歳で日活太秦撮影所に入社。日活時代の初期は伊藤大輔監督の『御誂次郎吉格子』の目明し仁吉、『興亡新撰組』の伊東甲子太郎、辻吉郎監督の『血煙荒神山』の安濃徳など、主演の大河内傳次郎に対抗する陰険なキャラクターの悪役を演じた。現存の『血煙荒神山』のフィルムでは、大河内との激しい立ち回りが残されている。
転機は1932年（昭和7年）の伊丹万作監督片岡千恵蔵主演の『國士無双』であった。伊勢伊勢守役におけるコミカルな演技が評判となり、喜劇役者に転向、その後山中貞雄監督の『怪盗白頭巾』『丹下左膳余話・百万両の壺』『河内山宗俊』などに出演。
ここではアメリカの喜劇コンビであるローレル・ハーディを真似て、鳥羽陽之助との「極楽コンビ」シリーズが大当たり。40歳になった1938年（昭和13年）に東宝に移籍、と極めて順調に、口元の隠れる長い鼻鬚と八の字眉、丸い目張りと独特のメイキャップにより、異様な風体を印象づけ、強烈な脇役キャラとして人気を博した。とくにコメディアン転向、およびトーキー以降に本領を発揮した。一世を風靡した「あ－のね、おっさん。わしゃかなわんよ」のギャグが、戦時中、厭戦的であるとの理由から軍によって封印された際には、巡業で糊口を凌ぐなど辛酸をなめる。
終戦後の1945年（昭和20年）、斎藤寅次郎監督、古川緑波、横山エンタツ、花菱アチャコ、初代柳家権太楼、石田一松らと共演した『東京五人男』に出演。闇で裕福となった農民役が好評で、喜劇役者として復活をめざした矢先の1947年（昭和22年）11月19日に死去。満49歳没。遺作は斎藤寅次郎監督の『浮世も天国』。

## 人物・エピソード

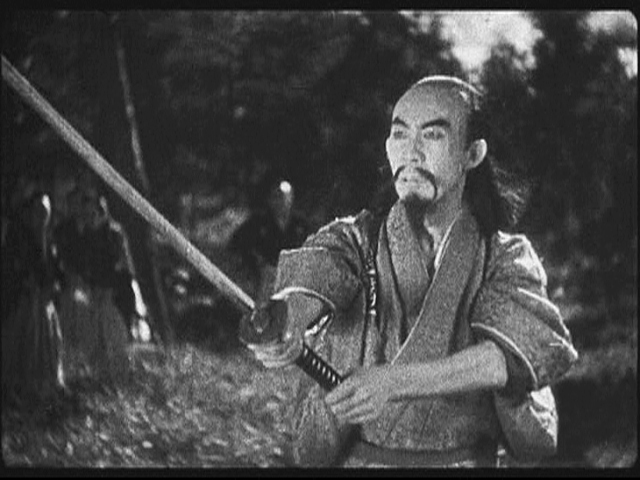
『國士無双』（1932年）

高勢實乘と改名して日活に転じ、大河内傳次郎の敵役に選ばれ『血煙荒神山』で初顔合わせしたが、大河内はものすごい近視で、「チャンバラになると盲滅法斬りまくる」とおどかされた高勢は、向こうがそうならこっちも黙ってはいられないと、「真剣を持ってやる」と言い出した。大河内もこれには驚き、「向こうが真剣ならこっちも真剣だ」と真剣同士のチャンバラが始まった。稲垣浩によると「それまでに見ることのなかった意外な迫力があった」という。稲垣が後に高勢にこのときの話を聞くと「なにしろ向こうは盲同然の暴れん坊だから真剣でも持たんと危なくてイカン」、大河内に聞くと「向こうは気違いでしょう。気違いに刃物と言いますからな。真剣を持って立ち向かえば、多少は向こうも手加減しますワ」などと、どっちもどっちの答えを返した。
高勢はこうした熱演役者であり、特異なマスクで熱演するとグロテスクで、観客は高勢が銀幕に出ると身震いして眼をつむるという始末で、館主らからも高勢を出さぬようにと希望した。これが百八十度転向した『国士無双』で喜劇的熱演が成功し、従来のグロテスクを脱皮して「アーノネ、オッサン」と独自なスタイルを作り上げ、鳥羽陽之助と「極楽コンビ」シリーズで多くの楽しい作品を生んだのは来歴の通りである。
このあと、稲垣や山中貞雄の真面目な作品にまで、「わしゃマスコットじゃから出してもらいますよ」と言ってのこのこ勝手に出るようになった。出てくれば何か一芝居させねばならず、その芝居がクサビとなって、映画を面白くした。高勢は「どうやオッサン。わしが出たから見物が入ったじゃろうが」と、誰をつかまえても「オッサン」と呼んだので、逆にこれが渾名になった。
人気絶頂の時に「ワシャ、カナワンヨ」の言葉が全国に流行。戦争で暗かった気分を明るくしたが、軍部から「この非常時にカナワンとは何事だ」と叱りを受け、同時に持ち味の突飛な演技まで自粛を命じられた。戦後ひっそり亡くなるが、華やかな葬式もなかった。稲垣は「観客や我々をあれほど楽しませてくれた役者だっただけに、その最後の寂しさは悲しくもおもうが、はででなかったのが、アーノネのオッサンらしいのかもしれない」と高勢を偲んでいる。
寛プロ時代、賀茂神社の糺の森で蛇をつかまえては喰っていた。電光石火で蛇の首根っこを押さえてガブリとやる、アラカンが「わーっ汚な、よせっ」と止めても、「大将、これ栄養ありまんね」と返すので、アラカンも「栄養関係ない、もうお前ロケつれてくのやめや」と恐れをなしたという。この蛇を何匹もとってきては、家で夫婦で喰うのだが、来客があると蒲焼きにして出すので、知らない者たちは「景気よろしおまんなあ、あっこへいったらいつでもウナギマムシ御馳走してくれます」などと喜んでいた。アラカンは「役者としては芸のある男でおましたな、寛プロ奇人伝、この男にとどめをさします」と語っている。
また、印行がないので自身の一物に朱肉を付けて押し、あとで「大きさが違うから俺の印じゃない」と相手を煙に巻いた。
娘はムーラン・ルージュ新宿座を経て、戦後は吉本新喜劇で活躍した元女優・高勢ぎん子。ぎん子の娘・久美子の夫、すなわち義理の孫が石井光三。

## おもな出演作
- 『己が罪』 : 監督田中栄三、1919年
- 『短夜物語』 : 監督細山喜代松、1920年
- 『寒椿』 : 監督畑中蓼破、1921年 - 花岡朝彦
- 『狂つた一頁』 : 監督衣笠貞之助、1926年 - 狂人A
- 『照る日くもる日』 : 監督衣笠貞之助、1926年
- 『稚児の剣法』 : 監督犬塚稔、1927年 - 羽鳥完左衛門
- 『十字路』 : 監督衣笠貞之助、1928年 - 十手を持つ男
- 『素浪人忠弥』 : 監督伊藤大輔、1930年 - 頭巾の男
- 『御誂次郎吉格子』 : 監督伊藤大輔、1931年 - 床や仁吉
- 『國士無双』 : 監督伊丹万作、1932年 - 伊勢伊勢守
- 『薩摩飛脚 東海篇』 : 監督伊藤大輔、1932年 - 目明し利兵衛
- 『薩摩飛脚 剣光愛欲篇』 : 監督山中貞雄、1933年
- 『盤嶽の一生』 : 監督山中貞雄、1933年 - 正直忍斎
- 『鼠小僧次郎吉』 : 監督山中貞雄、1933年 - 梵字の安五郎
- 『丹下左膳 第一篇』 : 監督伊藤大輔、1933年 - 司馬十万斎
- 『国定忠次』 : 監督山中貞雄、1935年 - 駕籠や茂十
- 『丹下左膳余話 百萬両の壺』 : 監督山中貞雄、1935年 - 茂十
- 『街の入墨者』 : 監督山中貞雄、1935年 - 長屋の男茂十
- 『大菩薩峠』 : 監督稲垣浩、1935年 - 1936年
- 『怪盗白頭巾』 : 監督山中貞雄、1935年 - 1936年
- 『海鳴り街道』 : 監督山中貞雄、1936年
- 『からくり歌劇』 : 監督大谷俊夫、1936年
- 『ジャズ忠臣蔵』 : 監督伊賀山正徳、1937年
- 『花婿組合』 : 演出土肥正幹、1938年 - ガマの油売り・吾八老
- 『エノケンの孫悟空』 : 監督山本嘉次郎、1940年 - 珍妙大王
- 『旅役者』 : 監督成瀬巳喜男、1940年 - 中村菊五郎
- 『勝利の日まで』：　監督成瀬巳喜男、1945年
- 『突貫驛長』 : 監督斎藤寅次郎、1945年
- 『東京五人男』 : 監督斎藤寅次郎、1945年 - 強欲な百姓

## レコード
- 1940年「オッサンの挨拶」（ビクター）
- 1940年「オッサンの國定忠治」（キング）
- 1940年「オッサンの森の石松」（キング）

## 関連事項
- M・カシー商会 （梅屋庄吉）
- 天然色活動写真 - 国際活映 （小林喜三郎、山川吉太郎）
- 日活向島撮影所
- 衣笠映画連盟 （衣笠貞之助）

## 註
1. ↑  1890年生説が多くみられる（Minoru Takase - IMDb（英語）ほか）が、函館市役所のサイト内の「はこだて人物誌 高勢実乗 （能登谷新一）」もしくは『別冊毎日グラフ』（1966年3月号、毎日新聞社）等の記述を採用した。
2. 1 2  『ひげとちょんまげ』（稲垣浩、毎日新聞社刊）
3. ↑  1969年から放送されたアニメハクション大魔王の前半放送回で、主人公が話のラストで、そのまま、もしくは多少もじって用いられている
4. ↑  ここまで『ひげとちょんまげ』（稲垣浩、毎日新聞社刊）より
5. ↑  『聞書アラカン一代 - 鞍馬天狗のおじさんは』（竹中労、白川書院）